# Subsecretari de stat în Guvernul Constantin Sănătescu (2)
În Guvernul Constantin Sănătescu (2) au fost incluși și subsecretari de stat, provenind de la diverse partide.

## Subsecretari de stat
- Subsecretar de stat la Președinția Consiliului de Miniștri (Legătura cu Aliații și aplicarea Armistițiului)

General Dumitru Dămăceanu (4 - 21 noiembrie 1944)
- Subsecretar de stat la Președinția Consiliului de Miniștri, cu atribuțiuni privind lucrările Președinției Guvernului

General Dumitru Dămăceanu (21 noiembrie - 5 decembrie 1944)
- Subsecretar de stat la Președinția Consiliului de Miniștri (Organizarea Statului)

Sabin Manuilă (4 noiembrie - 5 decembrie 1944)
- Subsecretar de stat la Președinția Consiliului de Miniștri (Aprovizionare)

Lucian Burchi (4 noiembrie - 5 decembrie 1944)
- Subsecretar de stat la Ministerul de Interne (pentru Siguranța Statului)

General Virgil Stănescu (6 decembrie - 28 februarie 1945)
- Subsecretar de stat la Ministerul de Interne (pentru Administrație)

Dimitrie Nistor (6 decembrie - 28 februarie 1945)
- Subsecretar de stat la Ministerul de Interne (pentru Administrație)

Teohari Georgescu (6 decembrie - 28 februarie 1945)
- Subsecretar de stat la Ministerul de Finanțe

Emil Ghilezan (6 decembrie - 28 februarie 1945)
- Subsecretar de stat la Ministerul Educației Naționale

Victor Papacostea (6 decembrie - 28 februarie 1945)
- Subsecretar de stat la Ministerul Educației Naționale

Dumitru Căpățâneanu (6 decembrie - 28 februarie 1945)
- Subsecretar de stat la Ministerul de Război (pentru Armata de Uscat)

General Ilie Crețulescu (4 noiembrie - 5 decembrie 1944)
- Subsecretar de stat la Ministerul de Război (pentru Marină)

Contraamiral Roman August (4 noiembrie - 5 decembrie 1944)
- Subsecretar de stat la Ministerul de Război (pentru Aviație)

General Gheorghe Vasiliu (4 noiembrie - 5 decembrie 1944)
- Subsecretar de stat la Ministerul de Finanțe

Emil Ghilezan (4 noiembrie - 5 decembrie 1944)
- Subsecretar de stat la Ministerul Producției de Război

Constantin Zamfirescu (4 noiembrie - 5 decembrie 1944)
- Subsecretar de stat la Ministerul Agriculturii și Domeniilor

Romulus Zăroni (4 noiembrie - 5 decembrie 1944)
- Subsecretar de stat la Ministerul Economiei Naționale

Tudor Ionescu (4 noiembrie - 5 decembrie 1944)
- Subsecretar de stat la Ministerul Comunicațiilor

Mihail Răutu (4 noiembrie - 5 decembrie 1944)
- Delegat al Guvernului la "Oficiul pentru lichidarea fostului Secretariat de Stat al Românizării", având rang de subsecretar de stat

Dumitru Teodorescu (4 - 21 noiembrie 1944)
Anton Golopenția (21 noiembrie - 5 decembrie 1944)

## Sursa
- Stelian Neagoe - "Istoria guvernelor României de la începuturi - 1859 până în zilele noastre - 1995" (Ed. Machiavelli, București, 1995)
- Rompres Arhivat în 27 septembrie 2007, la Wayback Machine.